# Araeopteron micraeola
Araeopteron micraeola är en fjärilsart som beskrevs av Edward Meyrick 1902. Araeopteron micraeola ingår i släktet Araeopteron och familjen nattflyn. Inga underarter finns listade i Catalogue of Life.